# Schwartzia
Schwartzia es un género  de bejucos perteneciente a la familia Marcgraviaceae. Comprende 41 especies descritas y de estas, solo 18 aceptadas.

## Taxonomía
El género fue descrito por  José Mariano da Conceição Vellozo y publicado en Florae Fluminensis, seu, Descriptionum plantarum parectura Fluminensi sponte mascentium liber primus ad systema sexuale concinnatus 221. 1825[1829].
Etimología
Schwartzia: nombre genérico que fue otorgado en honor del botánico Olof Peter Swartz.

## Especies aceptadas
A continuación se brinda un listado de las especies del género Schwartzia aceptadas hasta julio de 2015, ordenadas alfabéticamente. Para cada una se indica el nombre binomial seguido del autor, abreviado según las convenciones y usos.	
- Schwartzia adamantium (Cambess.) Bedell ex Gir.-Cañas
- Schwartzia andina Gir.-Cañas
- Schwartzia antioquensis Gir.-Cañas
- Schwartzia brasiliensis (Choisy) Bedell ex Gir.-Cañas
- Schwartzia brenesii (Standl.) Bedell
- Schwartzia chocoensis Gir.-Cañas
- Schwartzia costaricensis (Gilg) Bedell
- Schwartzia geniculatiflora Gir.-Cañas & Fiaschi
- Schwartzia jimenezii (Standl.) Bedell
- Schwartzia jucuensis Gir.-Cañas
- Schwartzia lozaniana Gir.-Cañas
- Schwartzia magnifica (Gilg) Bedell
- Schwartzia parrae Gir.-Cañas
- Schwartzia pterosara de Roon & Bedell ex Gir.-Cañas
- Schwartzia renvoizei Gir.-Cañas
- Schwartzia spiciflora (Juss.) Bedell
- Schwartzia tarrazuensis Hammel
- Schwartzia weddelliana (Baill.) Bedell